# 1972년 하계 패럴림픽 휠체어 펜싱
1972년 하계 패럴림픽 휠체어 펜싱은 남자 8개, 여자 3개의 종목으로 나누어 열렸다.

## 메달 집계
| 종목                    | 금                                                                               | 은                                                                                       | 동                                                         |
| ----------------------- | -------------------------------------------------------------------------------- | ---------------------------------------------------------------------------------------- | ---------------------------------------------------------- |
| 남자 에페 개인          | 로베르토 마르손 · 이탈리아                                                       | 프레타 · 프랑스                                                                          | 시릴 토마스 · 영국                                         |
| 남자 에페 팀            | 이탈리아 (ITA) · 로베르토 마르손 · 프란코 로시 · 제마노 차나로토                 | 프랑스 (FRA) · 푸크르 · 프레타 · 소크                                                    | 영국 (GBR) · J. 클라크 · 시릴 토마스 · T. 윌렡             |
| 남자 플뢰레 노비스 개인 | 비토리오 파라디소 · 이탈리아                                                     | 휘벤탈 · 서독                                                                            | 디터 라이히트 · 서독                                       |
| 남자 플뢰레 개인        | 비토리오 로이 · 이탈리아                                                         | 프란코 로시 · 이탈리아                                                                   | 빌리 슈나이더 · 서독                                       |
| 남자 플뢰레 노비스 팀   | 서독 (FRG) · 휘벤탈 · 디터 라이히트 · 마울                                       | 이탈리아 (ITA) · 자쿨라노 · 마라스 · 비토리오 파라디소                                   | 없음                                                       |
| 남자 플뢰레 팀          | 이탈리아 (ITA) · 줄리아노 코텐 · 비토리오 로이 · 프란코 로시 · 제르마노 차나로토 | 프랑스 (FRA) · 세레토 · 슈 · 소크                                                        | 서독 (FRG) · 한스요아힘 뵘 · 휘벤탈 · 율케 · 빌리 슈나이더 |
| 남자 사브르 개인        | 로베르토 마르손 · 이탈리아                                                       | 파킨 · 영국                                                                              | 프레타 · 프랑스                                            |
| 남자 사브르 팀          | 영국 (GBR) · 파킨 · 시릴 토마스 · T. 윌레트                                      | 이탈리아 (ITA) · 조반니 페라리스 · 로베르토 마르손 · 제르마노 페케니노 · 올리베르 벤투리 | 프랑스 (FRA) · 푸크르 · 프레타 · 슈                        |
| 여자 플뢰레 노비스 개인 | 캐롤 브라이언트 · 영국                                                           | 렌즈코 · 서독                                                                            | 피소니에 · 프랑스                                          |
| 여자 플뢰레 개인        | 메르크스 · 프랑스                                                                | 샤라비 · 이스라엘                                                                        | 라셸 타사 · 이스라엘                                       |
| 여자 플뢰레 팀          | 이스라엘 (ISR) · 아얄라 말샨 · 마르갈릿 페레츠 · 샤라비 · 라셸 타사              | 프랑스 (FRA) · 푸르 · 메르크스 · 피소니에                                                | 영국 (GBR) · 헤인즈 · J. 스완 · P. 월러                    |

## 참고자료
- “1972 Heidelberg - Wheelchair fencing”. 국제 패럴림픽 위원회. 2008. 2008년 10월 18일에 확인함.